# Aire urbaine de Bayeux
L'aire urbaine de Bayeux est une aire urbaine française constituée autour de l'unité urbaine de Bayeux. Composée de 22 communes du Calvados, elle comptait 23 938 habitants en 2016.

## Composition selon la délimitation de 2010
| Nom                      | Code Insee | Statut | Superficie (km2) | Population (dernière pop. légale) | Densité (hab./km2) |
| ------------------------ | ---------- | ------ | ---------------- | --------------------------------- | ------------------ |
| Agy                      | 14003      |        | 4,21             | 317 (2022)                        | 75                 |
| Arganchy                 | 14019      |        | 7,07             | 216 (2022)                        | 31                 |
| Barbeville               | 14040      |        | 3,47             | 228 (2022)                        | 66                 |
| Bayeux                   | 14047      |        | 7,1              | 12 754 (2022)                     | 1 796              |
| Blay                     | 14078      |        | 7,14             | 358 (2022)                        | 50                 |
| Cottun                   | 14184      |        | 3,77             | 232 (2022)                        | 62                 |
| Crouay                   | 14209      |        | 7,73             | 507 (2022)                        | 66                 |
| Cussy                    | 14214      |        | 2,34             | 170 (2022)                        | 73                 |
| Ellon                    | 14236      |        | 6,73             | 632 (2022)                        | 94                 |
| Guéron                   | 14322      |        | 5,27             | 245 (2022)                        | 46                 |
| Magny-en-Bessin          | 14385      |        | 4,42             | 160 (2022)                        | 36                 |
| Maisons                  | 14391      |        | 6,67             | 430 (2022)                        | 64                 |
| Monceaux-en-Bessin       | 14436      |        | 4,73             | 567 (2022)                        | 120                |
| Ranchy                   | 14529      |        | 5,14             | 273 (2022)                        | 53                 |
| Saint-Loup-Hors          | 14609      |        | 5,29             | 521 (2022)                        | 98                 |
| Saint-Martin-des-Entrées | 14630      |        | 5,99             | 760 (2022)                        | 127                |
| Saint-Vigor-le-Grand     | 14663      |        | 9,7              | 2 533 (2022)                      | 261                |
| Sommervieu               | 14676      |        | 4,3              | 987 (2022)                        | 230                |
| Subles                   | 14679      |        | 2,44             | 675 (2022)                        | 277                |
| Tracy-sur-Mer            | 14709      |        | 3,72             | 348 (2022)                        | 94                 |
| Vaucelles                | 14728      |        | 3,56             | 600 (2022)                        | 169                |
| Vaux-sur-Aure            | 14732      |        | 7,6              | 284 (2022)                        | 37                 |

### Évolution de la composition
- 1999 : 31 communes (dont 4 forment le pôle urbain)
- 2010 : 22 communes (dont 6 forment le pôle urbain)
  - Blay ajoutée à la couronne du pôle (+1)
  - Campigny, Esquay-sur-Seulles, Manvieux, Mosles, Noron-la-Poterie, Ryes, Sully, Tour-en-Bessin, Le Tronquay et Vaux-sur-Seulles deviennent des communes multipolarisées (-10)

## Caractéristiques en 1999
D'après la délimitation établie par l'INSEE, l'aire urbaine de Bayeux est composée de 31 communes, toutes situées dans le Calvados. 
4 des communes de l'aire urbaine font partie de son pôle urbain, l'unité urbaine (couramment : agglomération) de Bayeux.
Les autres communes, dites monopolarisées, sont toutes des communes rurales.
En 1999, ses 25 943 habitants faisaient d'elle la 222e des 354 aires urbaines françaises.
L’aire urbaine de Bayeux appartient à l’espace urbain de Paris.
Le tableau suivant indique l’importance de l’aire dans le département (les pourcentages s'entendent en proportion du département) :
| Département | Communes | Communes (%) | Superficie (km²) | Superficie (%) | Population (1999) | Population (%) |
| ----------- | -------- | ------------ | ---------------- | -------------- | ----------------- | -------------- |
| Calvados    | 31       | 4,4          | 175,54           | 3,2            | 25 943            | 4,0            |

En 2006, la population s’élevait à 26 159 habitants.